# Nala lividipes

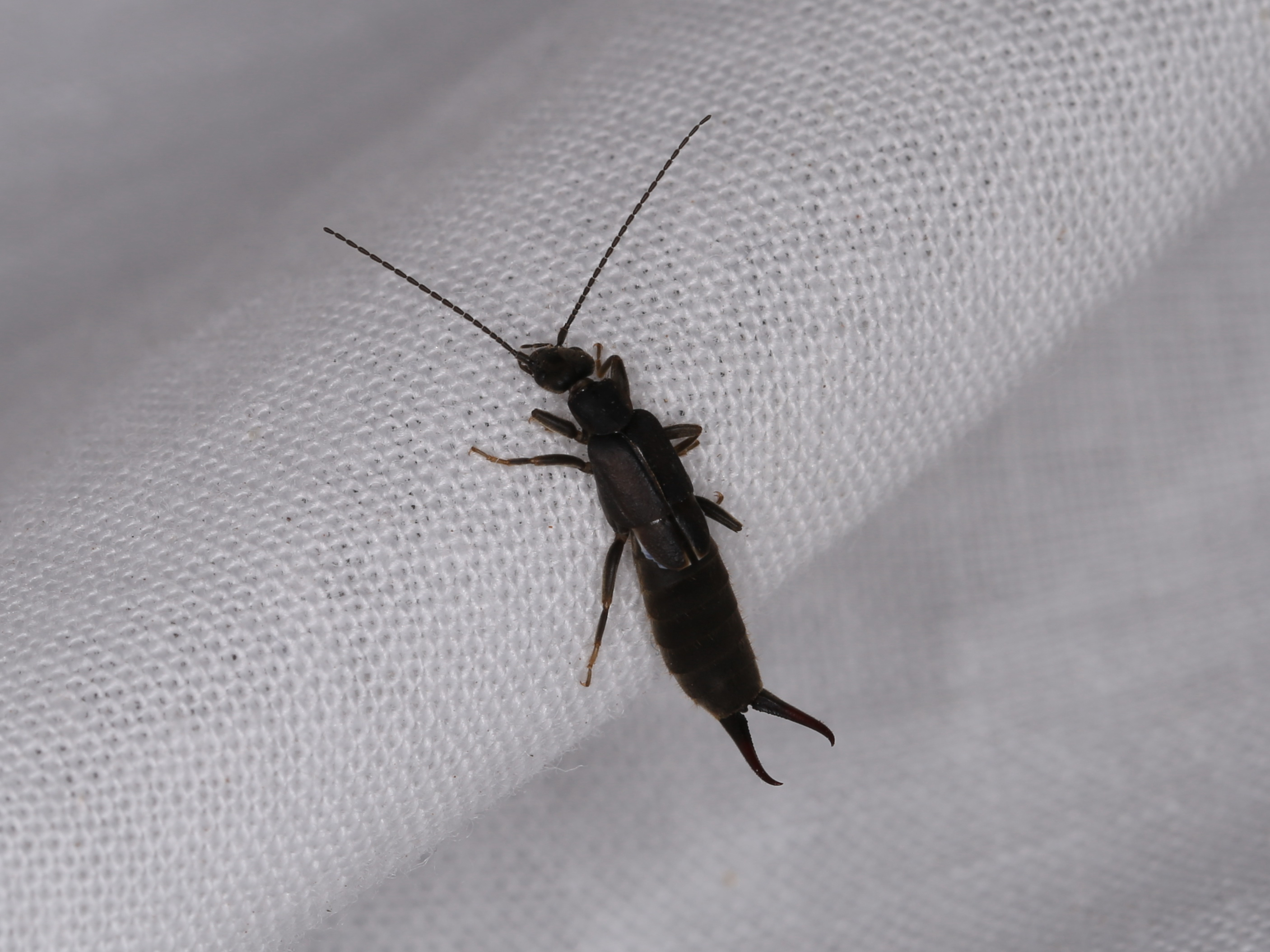
Weibchen

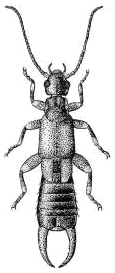
Zeichnung eines Exemplars

Nala lividipes ist eine Art der zu den Insekten gehörenden Ohrwürmern. Sie stammt ursprünglich aus Afrika, ist aber durch Verschleppungen heutzutage von Südeuropa und Ostafrika über Südasien bis nach Australien verbreitet. Ihre englischen Trivialname lauten black bush earwig und black field earwig, zu deutsch Schwarzer Busch-Ohrwurm und Schwarzer Feld-Ohrwurm.

## Merkmale
Die Körperlänge beträgt in beiden Geschlechtern mit Zange 7–14 mm. Anderen Angaben zufolge wird die Art 8,5–11 mm lang.

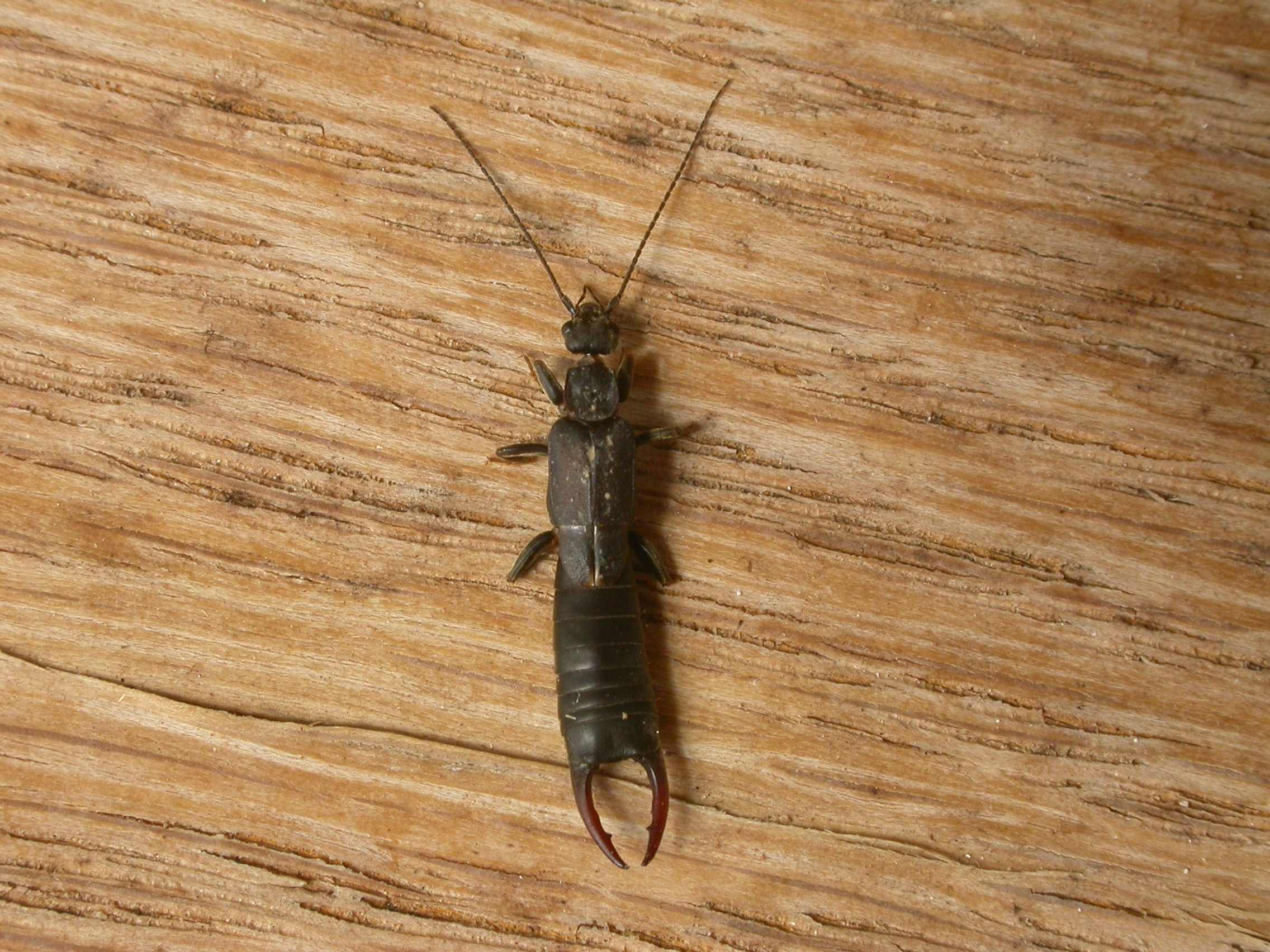
Männchen
Die Körperfarbe ist schwarzbraun. Die Antennen sind dunkelbraun gefärbt und bestehen aus 23 Segmenten. Das erste Antennensegment ist so lang wie der Bereich zwischen den Antennen und normal geformt. Das zweite Antennensegment ist dagegen quadratisch. Das dritte Segment ist doppelt so lang wie das vierte. Das Pronotum ist länger als breit, verbreitert sich nach hinten und ist am Hinterrand gerundet. Bei manchen größeren Männchen ist das Pronotum verhältnismäßig breiter und weniger lang (Männchen können in einer major und minor-Form auftreten). Die Cuticula des Pronotums ist hinten rau und ledern. Die Elytren sind lang, voll entwickelt und fein gekörnt. Sie besitzen auffällig parallele Seiten und seitlich einen Längskiel. Die Flügel sind voll entwickelt, die Hinterflügel ragen unter den Elytren hervor und sind ebenfalls fein gekörnt. Elytren und Hinterflügel sind heller braun gefärbt als Pronotum und Abdomen. Die Beine sind relativ kurz und besitzen sowohl hellere als auch dunkle Bereiche, wodurch sie etwas geringelt wirken können. Das Abdomen ist breit und abgeflacht, es besitzt meist parallele Ränder, kann aber auch in der Mitte oder zum Ende hin verbreitert sein. Die Cuticula des Abdomens ist fein punktiert und mit feinsten blassen Härchen bedeckt. Diese Pubeszenzbehaarung ist zu den Seiten hin stärker ausgeprägt. Das letzte Abdominaltergit ist breit, der Hinterrand konkav. Die Zange ist leicht gebogen und ohne einen ausgeprägten basalen inneren Zahn, dafür mit einem sehr kleinen basalen inneren Zahn und häufig mit einem ventromedianen Zahn nahe der Spitze. Die Genitalien sind V-förmig.
Weibchen
Die Weibchen ähneln den Männchen in den genannten Merkmalen, mit Ausnahme der Zange. Diese hat bei den Weibchen schlankere Äste, ist annähernd gerade und die Äste berühren sich.
Nymphen
Die Nymphen besitzen wie die Männchen 10 gut sichtbare Abdominalsegmente, aber die Zange ähnelt der der Weibchen. Die Anzahl der Antennensegmente und die Ausbildung der Flügelknospen kann bei der Bestimmung von Nymphenstadien helfen. Das erste Nymphenstadium besitzt 8 Antennenglieder, das zweite 14, das dritte 17–18, das vierte 19–21 und das fünfte 22–23. Im letzten Nymphenstadium sind manche Antennensegmente kaum noch voneinander zu unterscheiden. Die Flügelknospen sind erst ab dem vierten Nymphenstadium sichtbar, ihre Analfalte erst ab dem fünften.
Ei
Das Ei ist rundlich, cremefarben, glänzend, glatt und 0,7 mm breit sowie 0,99 mm lang. Die Abdominaltergite des Embryos sind durch das Chorion sichtbar.

### Ähnliche Arten
Eine ähnliche Art ist der Kleine Ohrwurm (Labia minor). Dieser bleibt meist kleiner als Nala lividipes, der Zangeninnenrand ist gezähnt anstatt mit nur 1–2 Zähnchen besetzt und das Pygidium ist gerade bei den Männchen ein deutlicher, von oben gut sichtbarer und spitzer Zapfen, während es bei Nala lividipes einfach und von oben her nicht sichtbar ist. Zudem sind die Beine des Kleinen Ohrwurms einfarbig gelb, die Antennen bestehen aus etwa 12 Segmenten und ihre Spitzen sind hell. Weitere Unterschiede bieten beispielsweise Abdomen, Zange, Farbe sowie weitere im Abschnitt Merkmale beschriebene Merkmale.
In Nordamerika besitzt auch die Art Euborellia cincticollis grobe Ähnlichkeiten mit Nala lividipes. Die Nymphen lassen sich kaum voneinander unterscheiden.
In Australien können die Nymphen von Nala lividipes, Labidura truncata, Marava arachidis und Vertretern der Familie Anisolabididae anhand der Form des Pygidiums unterschieden werden.

## Verbreitung
Das Verbreitungsgebiet der Art zieht sich nach Literaturangaben von Südeuropa bis Nordafrika und vom östlichen Teil Afrikas südlich der Sahara über Arabien und den Iran bis nach Indien, Südostasien, China, Japan, die Philippinen und Australien. In modernen Datensammlungen wie GBIF und iNaturalist wurde die Art in folgenden Regionen nachgewiesen: In Südeuropa von Portugal und der Südhälfte Spaniens über Südfrankreich, Korsika, Sardinien, Malta und Italien bis nach Griechenland und in die Türkei. Außerdem auf den Azoren, in Nordafrika in Marokko und Algerien und in Südwestasien auf der Halbinsel Sinai. Im Osten und Süden Afrikas in Namibia, Botswana, Simbabwe und Kenia. In Indien und in den Küstengebieten Australiens, vor allem im Osten und Südosten. Auch auf den Kanaren, in Tunesien, Äthiopien, Uganda, Burkina Faso, Sambia, Mosambik, Madagaskar, Bangladesch, Thailand, Afghanistan, Sri Lanka, Java, Sumatra, Sulawesi, Taiwan, Hawaii und in Teilen Amerikas soll die Art vorkommen.
Der Ursprung der Art wird in der Afrotropis vermutet. Die Typuslokalität liegt in Spanien.

## Lebensraum
Die Art wird häufig in andere Gebiete verschleppt, wo sie sich etablieren kann. Dafür benötigt sie humide Bedingungen und eine relativ hohe Umgebungstemperatur.

## Lebensweise
Nala lividipes ernährt sich räuberisch von anderen Wirbellosen inklusive deren Larven und Eiern.
Je nach Region unterscheidet sich die Aktivitätsperiode. In Europa wird die Art vor allem von Juni bis September gefunden, aber auch noch von Oktober bis Januar. In Australien wird die Art meistens zwischen September und März gefunden. In Afrika und Indien spielen die Jahreszeiten keine Rolle für die Phänologie, da sie sich überwiegend in den tropischen Klimaten befinden.
Im Schnitt legen Weibchen 200 Eier. Nach der Häutung fressen die Nymphen ihre Exuvie, jedoch ohne den Teil der Zangen. Die Nymphen durchlaufen fünf Entwicklungsstadien bis zur Imago, wobei es möglich ist, dass major-Männchen sechs Nymphenstadien durchlaufen. Bei tropischer Raumtemperatur benötigen die Weibchen 18–23 Tage für ihre Entwicklung und die Männchen 20–25. Bei Temperaturen über 42° C sterben die Nymphen nach wenigen Tagen. Auf Sandböden dauert die Entwicklung länger.

## Taxonomie
Die Art wurde 1820 von Léon Dufour als Forficula lividipies erstbeschrieben. Es existieren zahlreiche Synonyme. Diese sind:
- Echinosoma obscurum Kirby, 1900
- Forficesila castanea Audinet-Serville, 1838
- Forficesila meridionalis Audinet-Serville, 1838
- Forficesila vicina Lucas, 1846
- Forficula dufouri Desmarest, 1820
- Forficula pallipes Dufour, 1820
- Labidura australica Mjöberg, 1913
- Labidura dufouri (Desmarest, 1820)
- Labidura inconspicua Kirby, 1900
- Labidura lividipes
- Sparatta australica de Bormans, 1883